# Gekkan Mōsō Kagaku
Gekkan Mōsō Kagaku (月刊モー想科学?), conocida en inglés como Delusional Monthly Magazine, es una serie de televisión de anime original japonesa creada por Ichigo Umatani y animada por el estudio OLM.
Se emitió desde enero a marzo de 2024, con un total de 12 episodios.

## Sinopsis
En la ciudad de Most City, una editorial publica la revista científica Monthly Moso Science, que contiene artículos sobre acontecimientos sobrenaturales.
Taro J. Suzuki, Jiro Tanaka y su perro Saburo trabajan en la editorial bajo la dirección de su editora jefe, Catherine Sue. Después de una visita del científico Gorō Satō, se involucran en una investigación sobre el misterioso continente Mo, que se dice que se hundió hace mucho tiempo, y sus habitantes, los motarianos, mientras la White Pegasus Company busca recolectar las MOParts, que se dice. para levantar el continente Mo cuando se reúnan, antes que ellos.

## Personajes
Tarō J. Suzuki (タロー・J・鈴木?)
 Seiyū: Takahide Ishii
Jirō Tanaka (ジロー・田中?)
 Seiyū: Kazutomi Yamamoto
Saburō (サブロー?)
 Seiyū: Yusuke Shirai
Gorō Satō (ゴロー・佐藤?)
 Seiyū: Shun'ichi Toki
Catherine Sue (キャサリン・スー Kyasarin Sū?)
 Seiyū: Rie Kugimiya
Edward Chi (エドワード・チー Edowādo Chī?)
 Seiyū: Tomokazu Sugita
Perch (パーチ Pāchi?)
 Seiyū: Anan Furuya
Noin (ノイン?)
 Seiyū: Yūki Inoue
Nancy (ナンシー Nanshī?)
 Seiyū: Chiwa Saitō
Rock (ロック Rokku?)
 Seiyū: Tomomichi Nishimura

## Producción y lanzamiento
Esta serie fue creada por Ichigo Umatani y producida por OLM. Está dirigida por Chizuru Miyawaki y escrita por Hiroko Kanasugi, con Akiyuki Tateyama componiendo la música. Los diseños de personajes originales corren a cargo de Miyawaki, mientras que Akane Hirota adapta los diseños para la animación. La serie tiene previsto estrenarse en Tokyo MX el 11 de enero de 2024. Crunchyroll obtuvo la licencia de la serie fuera de Asia.